# Sedlarți, Kărdjali
Sedlarți (în bulgară Седларци) este un sat în comuna Ardino, regiunea Kărdjali,  Bulgaria. 

## Demografie
Componența etnică a satului Sedlarți
     Bulgari (98,93%)
     Nicio identificare (1,06%)
     Altele (0%)
La recensământul din 2011, populația satului Sedlarți era de 94 locuitori. Din punct de vedere etnic, majoritatea locuitorilor (98,93%) erau bulgari. Pentru 1,06% din locuitori nu este cunoscută apartenența etnică.